# Oliphants Drift
Oliphants Drift är en ort (village) i distriktet Kgatleng i Botswana. 